# Helsingin-Sanomat-Literaturpreis
Der Helsingin-Sanomat-Literaturpreis (Original: Helsingin Sanomain kirjallisuuspalkinto) ist ein finnischer Literaturpreis. Er ist nach der auflagenstärksten finnischen Tageszeitung Helsingin Sanomat benannt und wurde von ihr 1995 in Nachfolge des zuvor abgeschafften J.-H.-Erkon-Preises gestiftet. Jährlich werden die besten Debütwerke ausgezeichnet, wobei die Form als Gedicht, Novelle oder Roman offenbleibt. Aktuell ist der Preis mit 15.000 Euro dotiert.
Von den bis 2013 ausgezeichneten 19 Romanen wurden bisher vier in die deutsche Sprache übersetzt. Der Berliner Transit Verlag brachte 2013 die beiden Gewinnerromane von 2011 und 2012 heraus.

## Preisträger
- 1995: Sari Mikkonen für Naistenpyörä
- 1996: Juha K. Tapio für Frankensteinin muistikirja
- 1997: Marja Kyllönen für Lyijyuuma
- 1998: Katri Tapola für Kalpeat tytöt
- 1999: Jyrki Vainonen für Tutkimusmatkailija ja muita tarinoita
- 2000: Olli Heikkonen für Jakutian aurinko
- 2001: Reidar Palmgren für Jalat edellä (deutsch: Mit den Füßen zuerst, Radebeul 2003, Stegemann, ISBN 3-9808037-7-5)
- 2002: Reko Lundán für Ilman suuria suruja
- 2003: Riku Korhonen für Kahden ja yhden yön tarinoita
- 2004: Sanna Karlström für Taivaan mittakaava
- 2005: Juhani Känkänen für Toivon mukaan
- 2006: Armas Alvari für Varmat tapaukset
- 2007: Henriikka Tavi für Esim. Esa
- 2008: Katri Lipson für Kosmonautti
- 2009: Leena Parkkinen für Sinun jälkeesi, Max (deutsch: Nach dir, Max, Berlin 2012, Osburg Verlag, ISBN 978-3-940731-76-0)
- 2010: Alexandra Salmela für 27 eli kuolema tekee taiteilijan
- 2011: Satu Taskinen für Täydellinen paisti[1] (deutsch: Der perfekte Schweinsbraten, Berlin 2013, Transit Buchverlag, ISBN 978-3-88747-283-2)
- 2012: Aki Ollikainen für Nälkävuosi[2] (deutsch: Das Hungerjahr, Berlin 2013, Transit Buchverlag, ISBN 978-3-88747-289-4)
- 2013: Erkka Filander für Heräämisen valkea myrsky[3]
- 2014: Pajtim Statovci für Kissani Jugoslavia
- 2015: Saara Turunen für Rakkaudenhirviö
- 2016: Hanna Weselius für Alma!
- 2017: Pauli Tapio für Varpuset ja aika
- 2018: Eeva Turunen für Neiti U muistelee niin sanottua ihmissuhdehistoriaansa